# CMYK
CMYK – zestaw czterech podstawowych kolorów farb drukarskich stosowanych powszechnie w druku wielobarwnym w poligrafii i metodach pokrewnych (atramenty, tonery i inne materiały barwiące w drukarkach komputerowych, kserokopiarkach itp.). Na zestaw tych kolorów mówi się również barwy procesowe lub kolory triadowe (kolor i barwa w jęz. polskim to synonimy). CMYK to jednocześnie jedna z przestrzeni barw w pracy z grafiką komputerową.
Skrót CMYK powstał jako złożenie pierwszych liter angielskich nazw kolorów. Końcowa litera K może oznaczać albo literę ostatnią słowa black (czarny; ostatnią, ponieważ litera B jest skrótem jednego z podstawowych kolorów w analogicznym skrócie RGB) bądź skrót key colour (kolor kluczowy).
- Cyjan – odcień niebieskiego, ale trochę bledszy i bardziej spłowiały, można go określić jako szarobłękitny lub sinoniebieski. Najbardziej podobne kolory to błękit i turkus. Nazywanie koloru cyjanowego kolorem „zielononiebieskim” jest błędem wynikającym z niezrozumienia różnic pomiędzy addytywną i subtraktywną metodą mieszania barw. W syntezie addytywnej kolor uzyskany w wyniku połączenia zielonego i niebieskiego.
- Magenta – w syntezie addytywnej kolor uzyskany w wyniku połączenia czerwieni i niebieskiego. Najbardziej podobne kolory to fuksja, karmazyn i amarant.
- Yellow – kolor bardzo podobny do żółtego, jednak trochę bledszy od typowej nasyconej żółci. W syntezie addytywnej kolor uzyskany w wyniku połączenia czerwieni i zielonego.
- Black – kolor czarny, jednak o niezbyt głębokiej czerni.

Farby w ww. kolorach nie są określone jednoznacznie, toteż odcienie ich kolorów różnią się u różnych producentów, szczególnie w różnych regionach świata.

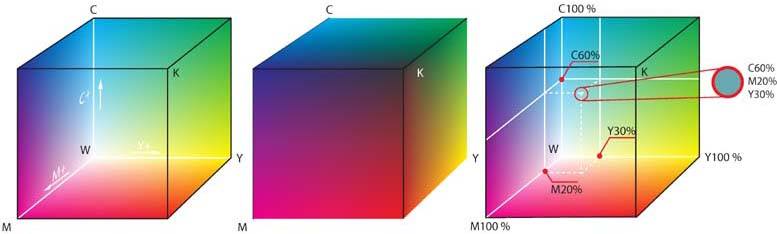
Sześcian kolorów CMYK (właściwie CMY, gdyż składowa K jest czwartym wymiarem, którego nie przedstawiono)

## Łączenie barw
Barwy wynikowe w metodzie CMYK otrzymuje się poprzez łączenie barw podstawowych w proporcjach (dla każdej z nich) od 0% do 100%. Farby CMYK to substancje barwiące przepuszczające (lub rozpraszające) światło, czyli barwniki, tak więc łączy się je nie metodą mieszania tylko nakładania warstwami i dlatego barwa wynikowa może mieć od 0% do 400% koloru (czyli kolorów składowych). Na kolory budowane według CMYK należy patrzeć jak na warstwy kolorowej, przepuszczającej światło folii.

## Raster
Druk farbami (atramentami) CMYK odbywa się metodą rastra, czyli drukowania widocznych pod lupą punktów. Raster posiada 100% koloru. Może mieć różny kształt (raster klasyczny ma kształt koła), różną wielkość. Na danym obszarze druku stosunek powierzchni pokrytej rastrem danego koloru (np. cyjanu) do całej powierzchni tego obszaru, wyrażony w procentach, to wartość tonalna. Wartość tonalna 0% dla cyjanu oznacza powierzchnię nie pokrytą cyjanem, a wartość tonalna 100% (pełny ton) cyjanu oznacza powierzchnię pokrytą cyjanem w całości. Drukując różnymi wartościami tonalnymi dla cyjanu mamy wrażenie optyczne różnego natężenia barwy cyjan. W druku CMYK klasyczną kolejnością druku jest Black, Magenta, Cyjan, Yellow, choć od tej zasady często spotykane są odstępstwa, wynikające ze specyfiki maszyn (druk arkuszowy lub rolowy, druk na maszynach czterokolorowych lub w czterech osobnych przebiegach na arkuszowych maszynach jednokolorowych itp.). Zmiana kolejności drukowanych farb wpływa na finalny efekt barwny. Kolejne nakładanie się kolorów drukowanych w różnych wartościach tonalnych sprawia, że można uzyskać szeroką gamę barw. Farby (atramenty) CMYK są półtransparentne., np. kiedy na raster C zostanie położony raster M to będzie widoczna barwa wypadkowa.
Dokładnych odpowiedników barw C i M nie ma w języku polskim, są to specjalnie stworzone kolory na użytek przemysłu, które w połączeniu z Y i K umożliwiają oddawanie jak największej ilości barw. Absolutnie wszystkich istniejących barw nie uda się uzyskać metodą nakładania na siebie barw CMYK z wielu różnych powodów, z których najważniejszym jest brak możliwości uzyskania w praktyce farb teoretycznych o absolutnej czystości koloru. Idealnie czyste kolory C, M, Y – są barwami dopełniającymi dla trzech barw prostych najsilniej odbieranych przez receptory ludzkiego oka. Kolor ostatni – K – został dołożony do pozostałych trzech na praktyczne potrzeby przemysłu poligraficznego. Farby (atramenty) triadowe używane w Europie nie pokrywają się barwą z używanymi np. w USA. W efekcie z form drukowych przygotowanych w Europie nie można uzyskać tych samych odcieni barw, używając farb (atramentów) CMYK europejskich i amerykańskich.

## Kolor czarny

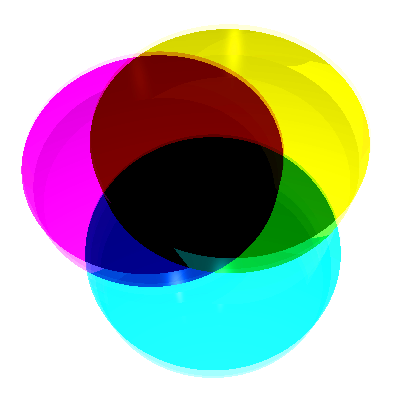
Subtraktywne mieszanie barw

Teoretycznie można uzyskać kolor czarny przez złożenie kolorów C+M+Y, ale w praktyce tak uzyskany kolor czarny jest kolorem ciemno-brudno-brązowym. Poza tym ekonomicznie nieuzasadnione byłoby drukowanie czarnego tekstu za pomocą składania barw CMY. Widoczne jest to na separacji CMY i CMYK: aby w pierwszym przypadku osiągnąć efekt finalny należy zużyć znacznie więcej farby drukarskiej, niż w przypadku separacji CMYK. Przy zwiększonym zużyciu farb pojawia się też problem techniczny w procesie druku. Jednym z nich może być utrudnione schnięcie, a co za tym idzie możliwość odbijania farb na sąsiadujący arkusz w stosie, ścieranie się farby, opóźnienia w dalszej obróbce produktu.

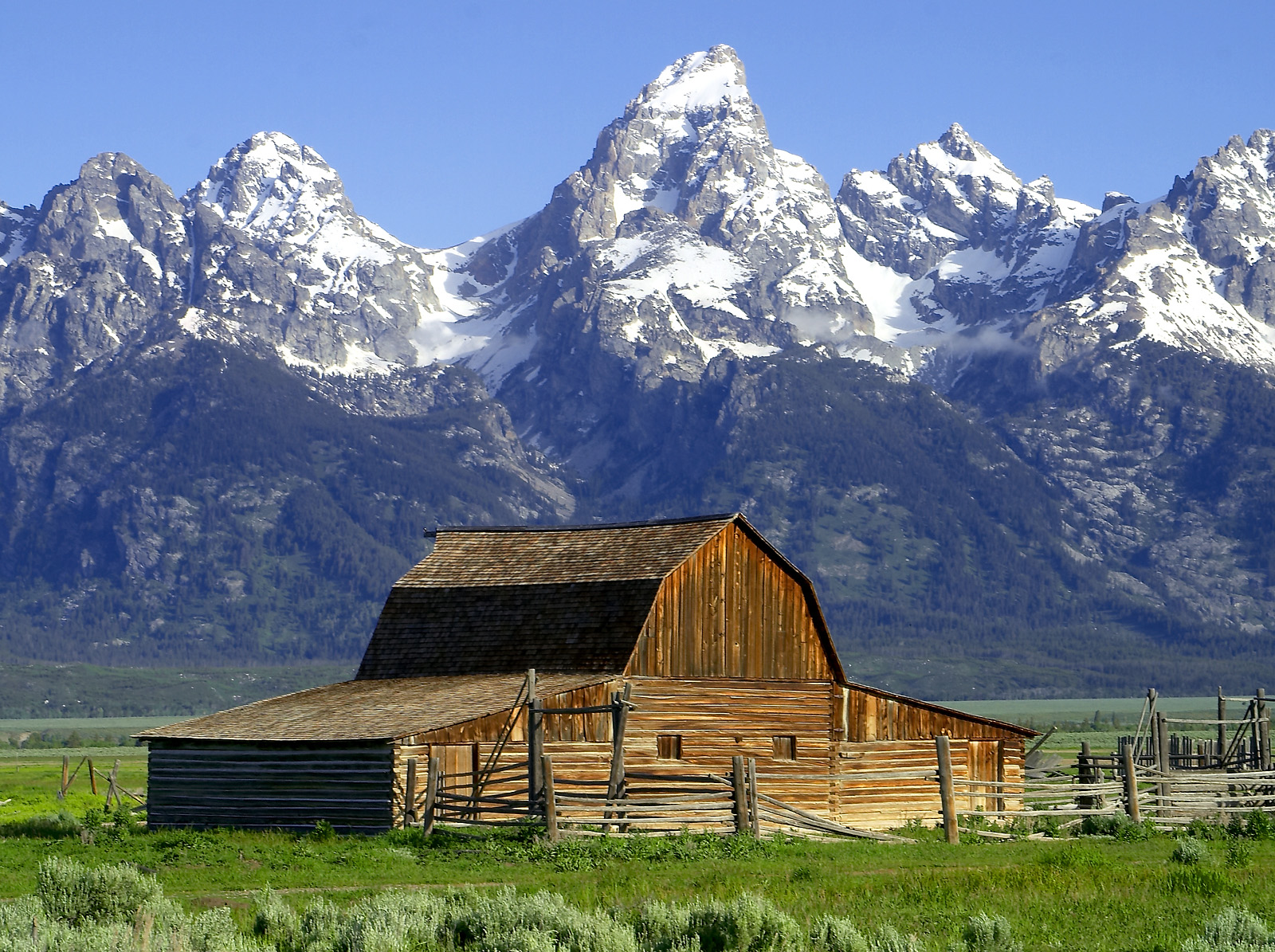
Kolorowa fotografia: Park Grand Tetons

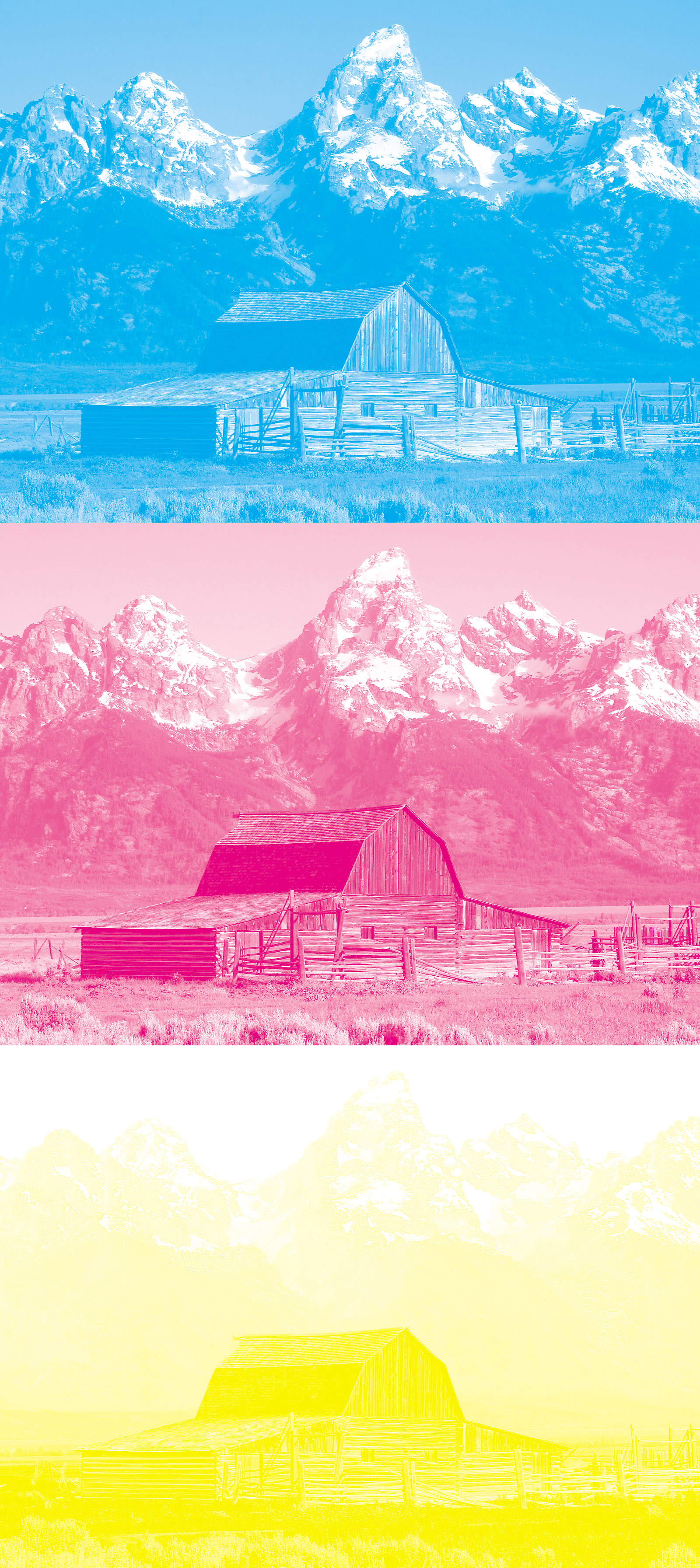
Kolorowa fotografia: Park Grand Tetons po separacji CMY.

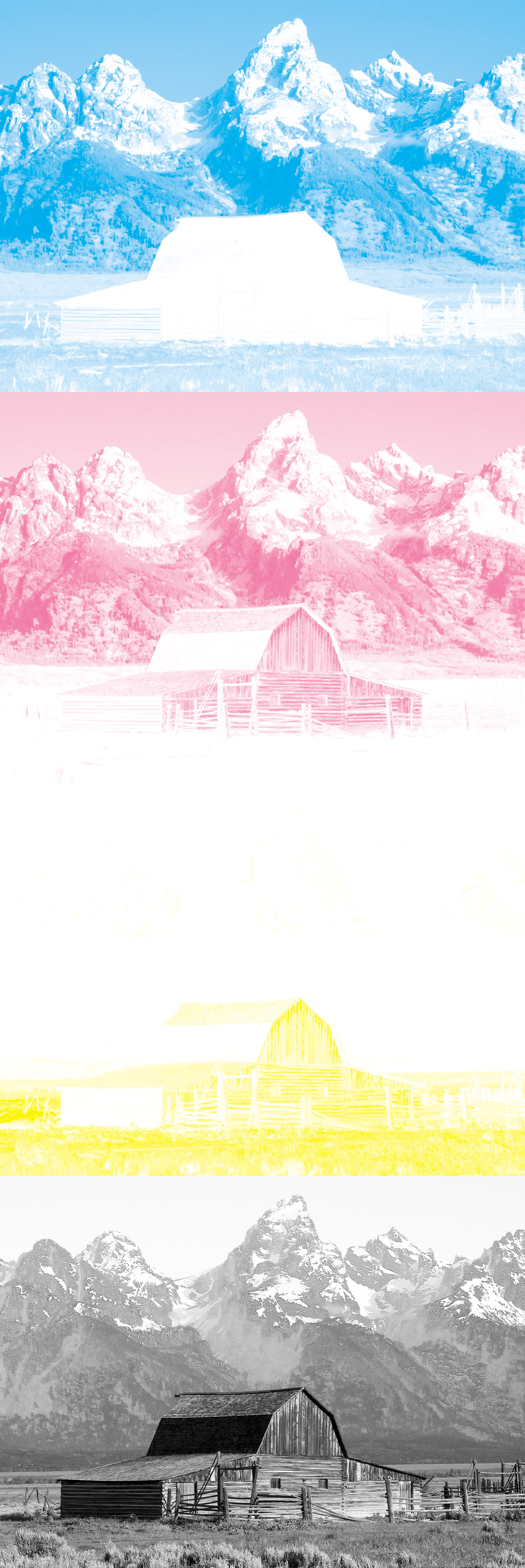
Kolorowa fotografia: Park Grand Tetons po separacji CMYK.

## CMYK a inne kolory
Mowa o typowych kolorach jest zawsze naznaczona piętnem błędu. Wynika to z faktu, że każdy człowiek trochę inaczej odbiera kolory z powodów zarówno osobniczych, jak i bieżącego oświetlenia. Można się jednak pokusić o pewne uproszczenia.
- Biały – pod pojęciem bieli rozumie się brak wszystkich składowych, a w domyśle jest to biel podłoża. Często dla uzyskania bieli (druk na przezroczystych foliach, papierach metalizowanych, podłożach nie-białych) używa się bieli kryjącej – poddruk bielą kryjącą
- Żółty – dla uzyskania idealnej pełnej nasyconej żółcieni trzeba dodać do 100% Y także kilka procent M
- Czerwony – teoretycznie jest to 100% kolorów: Y i M – jest to rzeczywiście neutralna czerwień w tonach średnich
- Zielony – teoretycznie jest to 100% kolorów: Y i C – jest to zieleń bez żadnych odcieni, ale jednak wyraźnie ciemna, dla jej rozjaśnienia trzeba zdjąć trochę więcej C niż Y
- Niebieski – teoretycznie jest to 100% kolorów: C i M – kolor taki ma jednak niewielki odcień fioletowy, dla uzyskania jaśniejszego i bardziej neutralnego niebieskiego oprócz zdjęcia obu składowych dodaje się też K
- Szary – jest to użycie procentowe K, jak również analogiczne CMY, lub CMYK – przy czym farby cmykowe nie są idealne (i różnią się u producentów) i dlatego zamiennikiem K będzie użycie CMY w nierównomiernych proporcjach pomiędzy sobą i w dodatku w wielu różnych wersjach, aby zrównoważyć tzw. balans szarości – który zawsze musi być określony konkretnym zastosowaniem; odpowiednikiem 50% K może być dla CMY np. 46% C, 32% M i 34% Y, a dla CMYK może być to zestaw np. 42% C, 27% M, 29% Y i 10% K – regułą jest założenie, że kolor cyjanowy jest zabrudzony magentą, a yellow też, tyle że słabiej.
- Czarny – użycie tylko koloru K da nam neutralną czerń, jednak spłowiałą i niezbyt nasyconą. Teoretycznie 100% C, M Y, ale bez K też da nam czerń, będzie ona nawet głębsza od samej K, ale będzie posiadać dominantę brązową. W praktyce dla uzyskania pięknej głębokiej czerni stosuje się różne kombinacje wszystkich czterech kolorów składowych. Można też drukować gotowymi specjalnymi farbami czarnymi (czerń nie-triadowa, farba dziełowa).

Ogólnie mówiąc – nie istnieje jednolity system definiowania kolorów z natury za pośrednictwem kolorów CMYK. Można dokonywać tylko ogólnych uproszczeń. Pewnego zakresu odcieni nie da się w ogóle uzyskać z powodów technologicznych, a pozostałe kolory muszą być definiowane składowymi CMYK z uwzględnieniem wielu czynników jak: biel podłoża, wsiąkliwość farby, czy cechy farb konkretnego producenta, aczkolwiek na świecie mamy kilka standardów – np. w Europie dominuje Euroscala, w Ameryce SWOP.

## Drukowanie farbami procesowymi – problem kolorów
Tak jak za pomocą farb CMY nie można uzyskać koloru czarnego i dlatego powstał CMYK, tak również nie wszystkie barwy można uzyskać przez „składanie” ze sobą, w różnych proporcjach, farb procesowych. Problem ten rozwiązuje się w praktyce przez zastąpienie farb procesowych farbą dającą żądany efekt kolorystyczny. Farba taka (tzw. spot kolor) jest tworzona najczęściej przez zmieszanie kilku baz pigmentowych spośród kilkunastu najczęściej wykorzystywanych. Owe kilkanaście pigmentów daje znacznie większe możliwości tworzenia kolorów niż nakładanie na siebie czterech barw procesowych. Tworzenie farb o kolorach specjalnych, jak i ich stosowanie, jest kłopotliwe dla drukarni. Jednym ze sposobów ograniczenia potrzeby stosowania farb mieszanych jest zwiększenie liczby kolorów procesowych z czterech do sześciu (model heksachromatyczny), stąd też powstały sześciokolorowe maszyny drukarskie redukujące konieczność używania farb mieszanych i podnoszące jakość wydrukowanej barwy przy użyciu jedynie farb procesowych.